# Piaractus mesopotamicus
Piaractus mesopotamicus – gatunek słodkowodnej ryby z rodziny piraniowatych (Serrasalmidae).

## Występowanie
Ameryka Południowa. Dorzecze Parany (Argentyna, Boliwia, Brazylia, Paragwaj i Urugwaj).

## Maksymalne wymiary
Dorasta do 40 cm długości. Osiąga do 20 kg masy ciała.